# INFINITY 〜あの日を越えて〜
「INFINITY ～あの日を越えて～」（インフィニティ あのひをこえて）は、石田燿子の楽曲。2013年11月27日に石田の19枚目のシングルとしてランティスより発売された。

## 概要
前作「生命の樹」以来、約11か月ぶりのリリースであり、ランティス移籍後第2弾シングルとなる。
表題曲は前作と同様、オンラインゲーム『エミル・クロニクル・オンライン』のサービス開始8周年記念ソングに起用された。作曲はシンガーソングライター・石川智晶が担当し、石田に楽曲を提供するのは今回が初めてとなる。
カップリング曲として、rinoが作曲を手掛けたミドルテンポな楽曲「Magic of the rainbow」と表題曲の別バージョンが収録されている。
表題曲とカップリング曲の「Magic of the rainbow」は石田がランティス移籍後の唯一のアルバム『Rainbow Wonderland』に収録されている。

## シングル収録内容
| 全作詞: 石田燿子。 |                                               |           |           |                |      |
| #                  | タイトル                                      | 作詞      | 作曲      | 編曲           | 時間 |
| 1.                 | 「INFINITY ～あの日を越えて～」               | 石田燿子  | 石川智晶  | MATERIAL WORLD | 4:38 |
| 2.                 | 「Magic of the rainbow」                      | 石田燿子  | rino      | 安瀬聖         | 3:59 |
| 3.                 | 「INFINITY ～another story～」                | 石田燿子  | 石川智晶  | MATERIAL WORLD | 5:05 |
| 4.                 | 「INFINITY ～あの日を越えて～」(Instrumental) | 石田燿子  |           |                | 4:36 |
| 5.                 | 「Magic of the rainbow」(Instrumental)        | 石田燿子  |           |                | 3:59 |
| 6.                 | 「INFINITY ～another story～」(Instrumental)  | 石田燿子  |           |                | 5:01 |
| 合計時間:          | 合計時間:                                     | 合計時間: | 合計時間: | 27:18          |      |